# Eligmodontia
Eligmodontia es un género de roedores de pequeño tamaño de la familia Cricetidae integrado por 7 especies, las que son denominadas vulgarmente ratones gerbo o lauchas colilargas. Habitan en el centro-oeste y sur de Sudamérica.

## Taxonomía
Este género fue descrito originalmente en el año 1837 por el paleontólogo, zoólogo y botánico francés Frédéric Cuvier. La especie tipo sobre la cual está fundado es Eligmodontia typus, descrita por el mismo autor en ese momento.
Subdivisión
Este género se subdivide en 7 especies:
- Eligmodontia bolsonensis Mares, Braun, Coyner & Van den Bussche, 2008 Habita en el noroeste de la Argentina.
- Eligmodontia dunaris Spotorno, Zuleta, Walker, Manríquez, Valladares & Marín, 2013 Solo conocida del sur del desierto de Atacama, en el centro-norte de Chile.  Es la más pequeña especie del género.[3]
- Eligmodontia hirtipes (Thomas, 1902) Habita en el altiplano del sudoeste de Bolivia, el sur del Perú y el nordeste de Chile.[4][5][6]
- Eligmodontia moreni (Thomas, 1896) Habita en montañas áridas del centro de la Argentina.
- Eligmodontia morgani Allen, 1901 Es la especie más austral, ya que habita en la Patagonia en el sur de la Argentina y de Chile.[7][8]
- Eligmodontia puerulus (Rodolfo Amando Philippi, 1896). Habita en áreas secas altiplánicas del norte de Chile y noroeste de la Argentina.[9]
- Eligmodontia typus F. Cuvier, 1837 Endémica del sur de la Argentina, desde la provincia de Buenos Aires (de donde proviene el ejemplar tipo de la especie y del género) y La Pampa hasta Santa Cruz, en el sur de la Patagonia argentina.

Relaciones filogenéticas
En el año 1962, el mastozoólogo estadounidense Philip Hershkovitz sinonimizó todos los taxones en la especie tipo, pero posteriormente fueron siendo divididos nuevamente sobre la base de sus diferencias anatómicas y moleculares, además de haberse descrito otras especies.

## Características generales
Este género es claramente distintivo dentro de la tribu Phyllotini por sus características adaptativas a hábitats xerófilos, como un pelaje sedoso, partes inferiores blancas y patas traseras alargadas, con tubérculos digitales fusionados los que forman un cojín peludo.

## Distribución geográfica y hábitats
Sus especies habitan en zonas áridas o semiáridas arbustivas o con pastizales desde el nivel del mar hasta altitudes de 4500 m s. n. m. a lo largo de las montañas de los Andes, o en llanuras próximas, en el oeste de Bolivia, el sur del Perú, Chile y la Argentina.